# Yester-Me, Yester-You, Yesterday
Yester-Me, Yester-You, Yesterday är en sång skriven Ronald Norman Miller och Bryan Wells, och inspelad och släppt på singel 1969 av Stevie Wonder. Med låten fortsatte Stevie Wonder sina framgångar på poplistorna. Den nådde sjundeplatsen på popsingellistan i USA och blev Stevie Wonders nionde topp-10-singel under 1960-talet.
Låten spelades 1985 in av Jennifer Rush på albumet Movin' 1985, och blev då berömd i framför allt Europa, och albumet toppade bland annat albumlistorna i 14 veckor i det dåvarande Västtyskland.
Låten var under många år signatur till TV-programmet "Sen kväll med Luuk" i TV4.
I Dansbandskampen 2008 framfördes låten av Larz-Kristerz. Bandet tolkade även låten på albumet Hem till dig 2009 .

## Listplaceringar
| Lista (1969-1970) | Position              |
| ----------------- | --------------------- |
| Australien        | 12 (Go Set)           |
| Danmark           | 7 (DR "Top Ti")       |
| Flandern          | 7                     |
| Irland            | 3                     |
| Kanada            | 10 (RPM)              |
| Nederländerna     | 2                     |
| Norge             | 1 (VG-lista)          |
| Nya Zeeland       | 10 (NZ Listner)       |
| Schweiz           | 10                    |
| Spanien           | 18                    |
| Storbritannien    | 2                     |
| Sverige           | 6 (Kvällstoppen)      |
| Sverige           | 3 (Tio i topp)        |
| USA               | 7 (Billboard Hot 100) |
| Vallonien         | 4                     |
| Västtyskland      | 15                    |

### Fotnoter
1. ↑  www.newsdesk.se om Carina.
2. ↑  ”Listplacering”. https://gosetcharts.com/1970/19700124.html. Läst 14 april 2021.
3. ↑  ”Hejmdal, Ung 69, Listplacering”. https://www2.statsbiblioteket.dk/mediestream/avis/record/doms_aviser_page%3Auuid%3A41fb3697-98b8-4a9d-853c-828a484002b7/query/Hejmdal/page/doms_aviser_page%3Auuid%3A9eb0825d-5b28-4e1b-8802-b9f09d2362e1. Läst 14 april 2021.
4. ↑  ”Listplacering”. https://www.ultratop.be/nl/song/7d/Stevie-Wonder-Yester-Me,-Yester-You,-Yesterday. Läst 14 april 2021.
5. ↑  ”Listplacering”. http://irishcharts.ie/search/placement?page=1&search_type=title&placement=Yesterme+Yesteryou+Yesterday. Läst 14 april 2021.
6. ↑  ”Listplacering”. https://www.bac-lac.gc.ca/eng/discover/films-videos-sound-recordings/rpm/Pages/image.aspx?Image=nlc008388.6067&URLjpg=http%3a%2f%2fwww.collectionscanada.gc.ca%2fobj%2f028020%2ff4%2fnlc008388.6067.gif&Ecopy=nlc008388.6067. Läst 14 april 2021.
7. 1 2  ”Listplacering”. https://dutchcharts.nl/showitem.asp?interpret=Stevie+Wonder&titel=Yester%2DMe%2C+Yester%2DYou%2C+Yesterday&cat=s. Läst 14 april 2021.
8. ↑  ”Listplacering”. https://www.vglista.no/artister/stevie-wonder/. Läst 14 april 2021.
9. ↑  ”Listplacering”. Arkiverad från originalet den 5 juni 2016. https://web.archive.org/web/20160605071825/http://www.flavourofnz.co.nz/index.php?qpageID=search%20listener&qartistid=650#n_view_location. Läst 14 april 2021.
10. ↑  Salaverri, Fernando (2005). Sólo éxitos: año a año, 1959–2002 (1:a uppl.). ISBN 978-84-8048-639-2
11. ↑  ”Stevie Wonder Chart History” (på engelska). The Official UK Charts Company. https://www.officialcharts.com/artist/5543/stevie-wonder/. Läst 14 april 2021.
12. ↑  Hallberg, Eric (1993). Kvällstoppen i P3 (1:a uppl.). ISBN 91-630-2140-4
13. ↑  Hallberg, Eric (1998). Tio i topp - med de utslagna på försök 1961-74 (1:a uppl.). ISBN 91-972712-5-X
14. ↑  ”Listplacering”. https://www.billboard.com/music/stevie-wonder/chart-history/HSI/3. Läst 14 april 2021.
15. ↑  ”Listplacering”. https://www.ultratop.be/fr/song/7d/Stevie-Wonder-Yester-Me,-Yester-You,-Yesterday. Läst 14 april 2021.
16. ↑  ”Charts Surfer”. http://www.charts-surfer.de/. Läst 12 april 2021.